# Ronde van Italië 1920
| Eindklassement      |                     |              |
| Algemeen klassement | Gaetano Belloni     | 102h 44' 33" |
| Tweede              | Angelo Gremo        | + 32' 24"    |
| Derde               | Jean Alavoine       | + 1h 01' 14" |
| Vierde              | Emilio Petiva       | + 3h 02' 44" |
| Vijfde              | Domenico Schierano  | + 3h 36' 20" |
| Zesde               | Marcel Buysse       | + 3h 52' 49" |
| Zevende             | Ugo Agostoni        | + 4h 17' 35" |
| Achtste             | Enrico Sala         | + 4h 43' 28" |
| Negende             | Giovanni Rossignoli | + 5h 54' 47" |
| Tiende              | Nicola Di Biase     | + 6h 03' 16" |
| (Ned)               | ... ()              | + ..' .."    |
| Rode Lantaarn       | ... (..e)           | + .h ..' .." |
| Ploegenklassement   | Bianchi             | ...h ..' .." |
| Tweede              | ...                 | -            |
| Derde               | ...                 | -            |

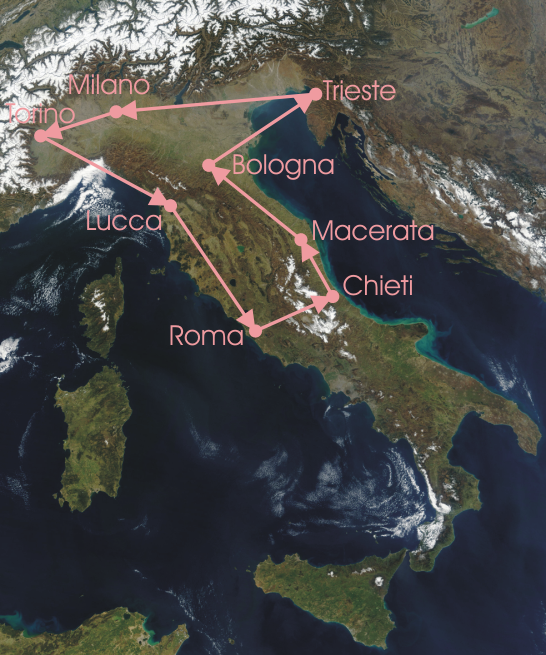
Ronde van Italië 1920

In 1920 ging de 8e Giro d'Italia op 23 mei van start in Milaan. Hij eindigde op 6 juni in Milaan. Er stonden 49 renners verdeeld over .. ploegen aan de start. Hij werd gewonnen door Gaetano Belloni.
Aantal ritten: 8

Totale afstand: 2634 km

Gemiddelde snelheid: 25.637 km/h

Aantal deelnemers: 49

## Belgische en Nederlandse prestaties
In totaal namen er .. Belgen en .. Nederlanders deel aan de Giro van 1920.

### Belgische etappezeges
- In 1920 was er geen Belgische etappezege.

### Nederlandse etappezeges
- In 1920 was er geen Nederlandse etappezege.

## Etappe uitslagen
| Datum  | Etappe   | Parcours           | Afstand | Eerste                    | Tweede                 | Derde                  | Klassementsleider       |
| ------ | -------- | ------------------ | ------- | ------------------------- | ---------------------- | ---------------------- | ----------------------- |
| 23 mei | etappe 1 | Milaan - Turijn    | 348 km  | Giuseppe Olivieri (Ita)   | Angelo Gremo (Ita)     | Gaetano Belloni (Ita   | Giuseppe Olivieri (Ita) |
| 25 mei | etappe 2 | Turijn - Lucca     | 378 km  | Gaetano Belloni (Ita)     | Giovanni Brunero (Ita) | Ernesto Ferrari (Ita)  | Gaetano Belloni (Ita)   |
| 27 mei | etappe 3 | Lucca - Rome       | 386 km  | Gaetano Belloni (Ita)     | Angelo Gremo (Ita)     | Giovanni Brunero (Ita) | Gaetano Belloni (Ita)   |
| 29 mei | etappe 4 | Rome - Chieti      | 234 km  | Jean Alavoine (Fra)       | Marcel Buysse (Bel)    | Gaetano Belloni (Ita)  | Gaetano Belloni (Ita)   |
| 31 mei | etappe 5 | Chieti - Macerata  | 236 km  | Leopoldo Torricelli (Ita) | Marcel Buysse (Bel)    | Jean Alavoine (Fra)    | Angelo Gremo (Ita)      |
| 2 juni | etappe 6 | Macerata - Bologna | 282 km  | Jean Alavoine (Fra)       | Gaetano Belloni (Ita)  | Marcel Buysse (Bel)    | Angelo Gremo (Ita)      |
| 4 juni | etappe 7 | Bologna - Triëst   | 349 km  | Gaetano Belloni (Ita)     | Ugo Agostoni (Ita)     | Jean Alavoine (Fra)    | Gaetano Belloni (Ita)   |
| 6 juni | etappe 8 | Triëst - Milaan    | 421 km  | Ugo Agostoni (Ita)        | Jean Alavoine (Fra)    | Gaetano Belloni (Ita)  | Gaetano Belloni (Ita)   |

 winnaars · 
roze trui · 
  puntenklassement · 
  bergklassement · 
 jongerenklassement · 
 intergiro · 
 ploegenklassement · 
 strijdlust · 
 zwarte trui
Giro d'Italia Next Gen · Giro Donne · Cima Coppi
 Belgische rozetruidragers · etappewinnaars
 Nederlandse rozetruidragers · etappewinnaars
Mannen:
1909 · 
1910 · 
1911 · 
1912 · 
1913 · 
1914 · 
1919 · 
1920 · 
1921 · 
1922 · 
1923 · 
1924 · 
1925 · 
1926 · 
1927 · 
1928 · 
1929 · 
1930 · 
1931 · 
1932 · 
1933 · 
1934 · 
1935 · 
1936 · 
1937 · 
1938 · 
1939 · 
1940 · 
1946 · 
1947 · 
1948 · 
1949 · 
1950 · 
1951 · 
1952 · 
1953 · 
1954 · 
1955 · 
1956 · 
1957 · 
1958 · 
1959 · 
1960 · 
1961 · 
1962 · 
1963 · 
1964 · 
1965 · 
1966 · 
1967 · 
1968 · 
1969 · 
1970 · 
1971 · 
1972 · 
1973 · 
1974 · 
1975 · 
1976 · 
1977 · 
1978 · 
1979 · 
1980 · 
1981 · 
1982 · 
1983 · 
1984 · 
1985 · 
1986 · 
1987 · 
1988 · 
1989 · 
1990 · 
1991 · 
1992 · 
1993 · 
1994 · 
1995 · 
1996 · 
1997 · 
1998 · 
1999 · 
2000 · 
2001 · 
2002 · 
2003 · 
2004 · 
2005 · 
2006 · 
2007 · 
2008 · 
2009 · 
2010 · 
2011 · 
2012 · 
2013 · 
2014 · 
2015 · 
2016 · 
2017 · 
2018 · 
2019 · 
2020 · 
2021 · 
2022 · 
2023 · 
2024 · 
2025
Vrouwen:
1988 · 
1989 · 
1990 · 
1991 ·
1992 ·
1993 · 
1994 · 
1995 · 
1996 · 
1997 · 
1998 · 
1999 · 
2000 · 
2001 · 
2002 · 
2003 · 
2004 · 
2005 · 
2006 · 
2007 · 
2008 · 
2009 · 
2010 · 
2011 · 
2012 ·
2013 · 
2014 ·
2015 ·
2016 ·
2017 ·
2018 ·
2019 ·
2020 ·
2021 ·
2022 ·
2023 ·
2024 ·
2025